# Koe Fasi Oe Tu'i Oe Otu Tonga
Koe Fasi Tu'i Oe Otu Tonga är Tongas nationalsång.
Musiken är skriven av Karl Gustavus Schmitt och texten av Prins Uelingatoni Ngu Tupoumalohi.
Den tros ha använts från och med 1874 men det är möjligt att den använts innan dess.

## Text
'E 'Otua Mafimafi,
Ko ho mau 'Eiki Koe,
Ko Koe Koe fa la la 'anga,
Mo ia 'ofa ki Tonga;
'Afio hifo 'emau lotu,
'Aia 'oku mau fai ni,
Mo Ke tali homau loto,
'O mala'i 'a Tupou.

## Översättning till svenska
O, allsmäktige Gud i höjden,
Du är vår Herre och säkra försvar
I vår godhet litar vi på dig,
Och vårt Tonga älskar dig;
Hör vår bön, för dig osynlig,
Vi vet att du har välsignat vårt land;
Bevilja vår ärliga bön,
Skydda och bevara Tupou, vår kung.